# Hvitfeldtsgatan
Hvitfeldtsgatan är en gata i kvarter 41, Arsenalen i stadsdelen Inom Vallgraven i centrala Göteborg. Den är cirka 260 meter lång, och sträcker sig från Arsenalsgatan, över Kungshöjdsgatan och Hvitfeldtsplatsen till hörnet av Arkitektgatan–Södra Larmgatan.
Gatan fick sitt namn 1904, i samband med det kvarter av bostadshus, som uppfördes då och efter närheten till Hvitfeldtsplatsen, som namngavs 1883.